# Гаћасти мишар
Гаћасти мишар  (Европа) или гаћасти јастреб (Северна Америка) (лат. Buteo lagopus) је средње велика птица грабљивица. Налази се у арктичким и субарктичким регионима Северне Америке, Европе и Азије током сезоне парења, а мигрира на југ током зиме. Историјски гледано, био је познат и као „гаћасти соко“ у делима као што је „ Птице Америке “ Џона Џејмса Одубона .
Гнезда се обично налазе на литицама или на дрвећу. Величине легла варирају у зависности од доступности хране, али обично се положе три до пет јаја. Лови на отвореном земљишту, хранећи се првенствено малим сисарима, углавном леминзима и волухарицама. Заједно са ветрушкама, луњама и орловима рибарима, ово је једна од ретких птица грабљивица које редовно лебде приликом лова.

## Опис
Ова прилично велика грабљива врста је 46-68 цм дугачка са распоном крила од 120-153 цм. Поједи примерци могу тежити од 600-1.660 г, при чему су женке обично веће и теже од мужјака. Чини се да се тежина код одраслих повећава од лета до зиме, крећући се од просечних 822-1.027 г код мужјака и од 1.080-1.278 г код женки. Међу члановима рода Buteo, шести је по тежини, пети по дужини и четврти по дужини крила.Међу стандардним мерама код одраслих, дужина крила је 37,2-48,3 цм, реп је 18,6-25,5 цм, кулмен је 3,2-4,5 цм и тарзус је 5,8-7,8 цм. Перје је претежно смеђе и бело, и често показује висок степен пегавости. Широка смеђа трака на грудима присутна је код већине перја, а квадратна тамна карпална мрља која је у контрасту са белим доњим крилима је лако препознатљива карактеристика код јединки светле боје. Широк спектар шара перја се приказује код светлих и тамних морфи, мужјака и женки, као и одраслих и младунаца. Потребно је опсежно искуство на терену да би се разликовале одређене варијације перја. У поређењу са својим чешћим палеарктичким и неарктичким рођацима, обичним мишаром (Buteo buteo) и црвенорепим мишаром (Buteo jamaicensis), нешто је већи, мада га овај други може надмашити.
Ноге су му пернате, мада не и прсти, као адаптација на хладноћу у његовом арктичком станишту. Његово научно име одражава ову карактеристику; име рода Buteo је латински назив обичног мишара, а lagopus је изведено од старогрчких речи lago ( λαγως ), што значи „ зец “, и pous ( πους ), „стопало“. Канџе су му релативно мале, што одражава њихов преферирани избор плена.
Карактеристичне одлика свих врста перја укључују дуга бела репна пера са једном или више тамних субтерминалних трака. Врхови крила су довољно дугачки да досегну или се протежу изван репа када је птица у седећем положају. Обични мишар може бити сличног изгледа, са сличним обликом дугог репа и може бити познато променљив у перју; гаћасти мишар има дужа крила и више подсећа на орла по изгледу. Црвенорепи мишар је здепастијег изгледа и разликује се по тамнијој глави, ширим, краћим крилима, пругама на крилима и репу, тамној предњој ивици крила (уместо црне мрље на зглобу) и нема белу основу репа. Краљевски мишар је већи, са већим, истакнутијим кљуном и беличастим зарезом на зглобу и потпуно бледим репом.
То је једина грабљивица своје величине (осим веома другачијег орла рибара) која редовно лебди изнад једног места, брзо машући крилима.

## Таксономија
Гаћасти мишар је члан рода Buteo, групе умерено великих грабљивица које имају широка крила, кратке репове и широка, робусна тела. Први пут га описао дански природњак Ерик Понтопидан 1763. године у делу "Den Danske Atlas Eller Konge-Riget Dannemark". Овај род је познат као мишари у Европи, али се у Северној Америци назива јастребовима.
Прихваћене су четири подврсте Buteo lagopus:
- Buteo lagopus lagopus (Pontoppidan, 1763) је номинована подврста. Гнезди се у северној Европи и Азији и има релативно тамно перје. Леђно перје је хомогене смеђе боје, што добро контрастира са светлијом главом. Зимује углавном у централној Европи, источно до централне Азије.[2]
- Buteo lagopus menzieri (Dementiev, 1951) се гнезди  у Североисточној Азији, источна од реке Об и реке Јенисеј; зимује од централне Азије, источно до Кине и Јапана.[2]
- Buteo lagopus kamtchatkensis се гнезди на обали Охотског мора, Камчатке и Курилских острва; зимује на југоистоку Русије, североистоку и истоку Кине и Јапана. Има блеђе перје у поређењу са Buteo lagopu sanctijohannis и у просеку је најкрупнија од подврста.[2][11]
- Buteo lagopus sanctijohannis се размножава у Северној Америци. Има бледо, пегаво леђно перје и нешто је мањи од B. l. lagopus. Зимује у јужној Канади и већем делу Сједињених држава.[2]

## Станиште и распрострањеност
Гаћасти мишар се гнезди у стаништима тундре и тајге Северне Америке и Евроазије између 61° географске ширине (локално јужно до 48° на Њуфаундленду и 58° северне географске ширине у јужној Норвешкој) и 76° северне географске ширине. Оне које се јављају у Северној Америци мигрирају у јужну Канаду и централне Сједињене Државе током зиме, док евроазијске птице мигрирају у централну Европу и Азију, са малим бројем западно у источне делове Велике Британије; већина зимује између 43° и 58° северне географске ширине. То је једини члан свог разноликог рода који се налази на сва три северна континента, са потпуним циркумполарним распрострањеношћу. Током зимских месеци, од октобра до априла, пожељна станишта укључују мочваре, вресишта, прерије и пољопривредне регионе где је глодарски плен најобилнији.
Места за гнежђење се обично налазе у подручјима са доста необраслог, отвореног терена. У зависности од снежних услова, мигранти стижу на места за гнежђење током априла и маја. Домаћи простори варирају у зависности од залиха хране, али се обично наводи да износе 10-15 км² током зиме, али се недовољно зна о стаништима током сезоне гнежђења. Иако га често нападају у окршајима друге веома територијалне птице попут северног сокола и поморника, гаћасти мишар није изражено територијалан. Међутим, зимујући гаћасти мишари могу се понашати агресивно према обичним мишарима у Шведској, и обе врсте ће покушати да држе другу подаље од фиксног подручја лова.

## Понашање

### Исхрана
Ова врста је месождер, обично се храни малим сисарима, који чине 62–98% њене исхране. Леминзи и волухарице су главни плен ове врсте, сезонски чинећи до 80–90% њиховог плена, али то варира у зависности од сезонске доступности. Неки докази указују на то да би могле да виде мирисне трагове волухарица који су видљиви само у ултраљубичастом опсегу, што им омогућава да лоцирају плен. Упркос томе што углавном хватају глодаре, у једном раду из 2015. године је објављено да се врста гнезди на острву Колгујев без глодара у арктичкој Русији, а гушчићи су главни плен. На северозападу Русије, гаћасти мишари могу се хранити малим глодарима у годинама када је густина глодара велика, а прећи на алтернативни плен (снежнице и зечеви) у годинама када су мали глодари ретки. Гачасти мишар ће такође допунити своју исхрану мишевима, пацовима, пикама, ровчицама, веверицама из родова Spermophilus и Tamias, и инсектима. Поред сисара, птице су друга најомиљенија врста плена за гаћасте мишаре. Већина врста птичјег плена су мале врапчарке као што су снежна стрнадица (Plectrophenax nivalis), стрнадица остругашица (Calcarius lapponicus), северни стрнад (Spizelloides arborea) и дроздови (Turdus spp.). Међутим, ловиће и птице нешто веће од врапчарки које су обично циљане, посебно снежнице (Lagopus spp.), као и пловуше, мочварне птице попут црнотрбе спрутке (Calidris alpina) и спрудника убојице (Calidris pugnax), па чак и ритске сове (Asio flammeus). Обично циљају младе и неискусне јединке, а релативно велики птичји плен често су младунци. Када су мали сисари ретки, гаћасти мишар ће се хранити и већим, средње великим сисарима, укључујући преријске псе (Cynomys spp.), веверице, бизамске пацове (Ondatra zibethicus), ласице (Mustela spp.), па све до величине црнорепог зеца (Lepus californicus). Током зиме, станишта жбунасто-степског подручја изгледа подстичу јаку зависност од зечјег плена. У развијеним подручјима Енглеске, забележено је да зимујући гаћасти мишари најчешће лове релативно велики плен као што су голуб гривњак (Columba palumbus) и инвазивни дивље куниће (Oryctolagus cuniculus).
Овај птичји предатор лови опортунистички, повремено допуњавајући своју исхрану лешинама, али се првенствено фокусира на локално најзаступљеније мале кичмењаке. Гаћасти мишари краду плен од других јединки исте врсте, као и од других врста као што су црвенорепи јастреб, пољска еја (Circus cyaenus), америчка ветрушка (Falco sparverius) и гавран (Corvus corax).  Величине плена се обично крећу од 2,5-6,5 г и одраслима је потребно 80-120 г хране дневно, што је отприлике телесна маса највеће врсте волухарица или леминга, иако већина врста тежи нешто мање. Ове грабљивице лове током дана. Као и већина врста породице Buteo, забележено је да су гаћасти мишари и даље ловили (посматрали плен са места за седење, а затим су полетели ка плену) и посматрали плен док су у лету. За разлику од већине других великих грабљивица, могу лебдети изнад земље док траже плен.

### Обрасци активности
Дужина периода активности гаћастих мишара је снажно под утицајем дужине дана, при чему се трајање активности повећава како се дан продужава. Када се дужина дана повећа са 7,2 на 24 сата, њихово трајање активности се продужава са 13,1 на 19,0 сати. Сходно томе, док се њихова укупна дневна потрошња енергије повећава, стопа потрошње енергије по сату се смањује. Ово им омогућава, посебно током арктичке сезоне размножавања у условима поларног дана, да издвоје више енергије за репродукцију, а да притом одрже нижу потрошњу енергије на сат.
Истовремено, њихов ниво активности варира током дана. Гаћасти мишари показују све већи образац активности, што значи да њихова дневна активност у великој мери зависи од локалних услова осветљења, посебно од висине сунца. Њихови нивои активности се мењају синхронизовано са кретањем Сунца, што резултира сезонски специфичним активностима.

### Миграција
Гаћасти мишар је миграторна грабљивица која се размножава у арктичкој тундри и сели се у умерене регионе за зиму. На његове миграционе обрасце утичу доступност хране, временски услови и успех размножавања. У јесен, гаћасти мишари напуштају своја места за гнежђење крајем септембра и мигрирају ка југу ка својим подручјима за зимовање. Ово кретање је првенствено узроковано неприступачношћу малих глодара на Арктику током зиме због непрекидног снежног покривача и поларне ноћи, током којих нису у могућности да лове. До краја априла, враћају се на своја места за гнежђење.
Њихова миграција прати карактеристичан „фокстрот“ образац, који карактерише наизменично брзо и споро мењање фаза. Почетна брза фаза се јавља током отприлике две недеље, током којих птице пређу око 1.500 км. Ова фаза их води преко шумовитих предела, који су углавном непогодни за храњење због оскудице малих глодара. Када стигну до отворених предела као што су травњаци и пољопривредна поља, њихов темпо се успорава. Наредна спора фаза траје током целе зиме, током које се постепено крећу ка југозападу, прекривајући око 1.000 км до средине зиме. На ово кретање првенствено утиче накупљање снега, што ограничава приступ плену. Док се брза фаза миграције одвија брзином од приближно 100 км дневно, спора фаза је око десет пута спорија, при чему птице прелазе око 10 км дневно. У другој половини зиме, гаћасти мишари започињу своју повратну миграцију, враћајући се својом рутом у супротном смеру. Прво се јавља спора фаза, док се крећу североисточно према граници шуме, након чега следи брзи лет преко шумске зоне назад у регионе тундре и шуме-тундре. Међутим, овај образац варира у зависности од региона гнежђења и зимовања, који се разликују у динамици снежног покривача.
Током пролећне миграције, гаћасти мишари користе присуство снега као знак за одређивање времена доласка на места за гнежђење. Враћају се на подручја која су била погодна за гнежђење у претходној сезони. Ово укључује места где су успешно гнездили претходне године или локације које су открили током трагања за животињама након неуспешног размножавања у претходној години. У ретким случајевима, ако ова подручја више нису одржива, могу наставити да траже погодна места за гнежђење у пролеће пре него што се населе.

### Репродукција
Сексуална зрелост се достиже са око две године. Гнежђење се генерално одвија током маја, али варира у зависности од датума доласка на места за гнежђење. Сматра се да је гаћасти мишар моногаман, парећи се са једном јединком више година. Тренутно нема доказа који указују на другачије.
Гаћасти мишари траже одговарајућу територију за гнежђење не у пролеће, као већина птица селица, већ унапред - у јесен. Након сезоне парења, обављају дугорочне летове у потрази за глодарима, траже одговарајуће станиште са великим бројем глодара и враћају се на то место следеће године.
Гнезда се граде убрзо након доласка на места за гнежђење и потребно је 3-4 недеље да се заврше. Гранчице, шаш и старо перје се користе као грађевински материјал. Гнезда има 60-90 цм у пречнику и 25-60 цм у висини. Литице и стеновити избочине су пожељна места за гнежђење. Женке могу да положе 1–7 јаја, али обично положе 3–5. Просечна величина јајета је 56,4 мм у дужини од 44,7 цм у ширини. Минимални период инкубације је 31 дан, а готово искључиво га обезбеђује женка. Мужјак храни женку током овог периода инкубације. Након излегања, младима је потребно 4-6 недеља пре него што напусте гнездо. Птићи зависе од родитеља да им обезбеђују храну 2-4 недеље након што напусте гнездо.
Гаћасти мишари могу се гнездити у заједници са сивим соколовима (Falco peregrinus). Сивеи соколови терају мале глодаре предаторе са своје територије за гнежђење, а гаћасти мишари би могли да користе ова места као територије за гнежђење.

### Дуговечност и смртност
Гаћасти мишари који преживе до одраслог доба могу живети до 19 година у дивљини; међутим, можда већина јединки у дивљини не преживи дуже од прве две године живота. Претње са којима се суочавају млади гаћасти мишари могу укључивати гладовање када плен није бројан, смрзавање када су северни услови посебно сурови током лежања на јајима, уништавање од стране људи и предаторство од стране разних животиња. Шансе за преживљавање постепено се повећавају и када достигну фазу полетања и када могу да почну сами да лове. Смрт летећих незрелих и одраслих јединки често је резултат људске активности, укључујући сударе са далеководима, зградама и возилима, случајно гутање отрова или олова из плена или илегални лов и хватање.
Већина предаторстава забележених код ове врсте је на младунцима у гнезду. Поларне лисице (Vulpes lagopus), мрки медведи (Ursus arctos) и ждеравци (Gulo gulo) ће јести јаја и младунце ове врсте ако су у могућности да приступе гнездима. Птичји стрвинари, посебно групе обичних гавранова, такође ће лако ловити јаја и птиће, као и поморници (Stercorarius spp.). Снежне сове (Bubo scandiacus) су такође потенцијални предатор на гнезду. Одрасле јединке, будући да су велике грабљивице, имају мање природних предатора, али могу погинути у сукобима, посебно ако бране своја гнезда, а повремено их нападају и друге велике грабљивице. Грабљивице које лове гаћасте мишаре већине узраста у различитим доба године могу укључивати бројне орлове, посебно сурог орла (Aquila chrysaetos ), мада понекад и друге орлове у Евроазији, али ретко орлове рода Haliaeetus, као и велике соколове . Током зиме, гаћасти мишари могу бити подложни предаторима ноћу од стране буљина (Bubo bubo) или америчких буљина (Bubo virginianus), а ретко, током дана, других великих мишара, укључујући и оне из њихове врсте.
Поред предаторства, постоје и други разлози за смртност гнездећих гаћастих мишара. Птићи у прве две недеље имају лошу регулацију температуре. У тундри се гнезде на земљи, а током врућег времена могу изаћи из гнезда тражећи склониште од сунца. Ако се време брзо промени у грмљавину (што је уобичајено на Арктику), младунци би могли угинути без родитељске заштите за кратко време на удаљености од 3–5 м од гнезда. Други разлози за смртност гнезда су клизишта на речним обалама, где гаћасти мишари често граде своја гнезда, као и хлађење.

### Оглашавање
Одрасли гаћасти мишари ће оглашавати узбуну када се уљези приближе месту гнежђења. Описује се као силазни звиждук, који звучи као "киу вијук" или продужени силазни "ки-ир" сличан звиждуку црвенорепог мишара. Овај крик се чује у лету или са места на којем се налази сваких 15–30 секунди. Током удварања, забележено је да оба пола испуштају звиждајући звук који се претвара у шиштање. Након парења, женке ће испустити звук сличан кокодакању, а мужјаци звиждук. Птићи ће оглашавати док чекају да им родитељи обезбеде храну.